# Augusto Aguirre Morales
Augusto Aguirre Morales (Arequipa, 24 de abril de 1888-Lima, 2 de junio de 1957) fue un narrador, poeta, educador y periodista peruano. Fue integrante del movimiento Colónida (postmodernismo) y autor de la novela El pueblo del Sol (1924 y 1927), ambientada en época incaica de la que hizo una elogiada reconstrucción basándose en los datos aportados por la historia y la arqueología.

## Biografía
Fue hijo de Oswaldo Aguirre y María Morales. Cursó sus estudios escolares en el tradicional Colegio Nacional de la Independencia Americana de su ciudad natal. Pasó luego a la Universidad Nacional de San Agustín de Arequipa, donde cursó Jurisprudencia. Desde temprano orientó su vocación hacia el magisterio, la administración y el periodismo.
En Arequipa ejerció como preceptor en la Escuela de Varones de Tingo (1902) y en la Escuela N.º 9515 (1910-1914 y 1920). En Lima fue profesor de Arte Incaico en la Escuela Nacional de Bellas Artes (1930) y de Historia de América en el Instituto Pedagógico Nacional de Varones, plantel cuya dirección ejerció (1932-1933 y 1940). Un anexo de este Instituto dio origen al actual Colegio Nacional Alfonso Ugarte.
En la administración pública se desempeñó como amanuense de la Corte Superior de Justicia de Arequipa (1909-1910), secretario del Colegio Nacional de la Independencia (1914), interventor y administrador de Correos en el Cuzco (1917-1919), auxiliar de la Dirección Regional de Enseñanza de Arequipa (1921-1924) y secretario de la Dirección de Aguas e Irrigación, sede en Lima (1937-1938). 
Íntimo amigo del gran escritor Abraham Valdelomar, Aguirre participó de lleno en las actividades del grupo Colónida y fue colaborador de la revista del mismo nombre. Al igual que Valdelomar y otros miembros del grupo —que cultivaron lo que después se ha denominado "incaísmo modernista"—, Aguirre se mostró fascinado por el pasado incaico y orientó su obra literaria hacia dicha temática; sin embargo, se apartó radicalmente de la visión idealizada de Valdelomar y el resto de los "colónidos", obstinados en embellecer un pasado remoto que, a falta de información más rigurosa desde el punto de vista histórico, quisieron recrear con vivos colores modernistas, siguiendo así las pautas de los novelistas europeos, que por aquel entonces idealizaban los esplendores de otras civilizaciones antiguas, como la ateniense, la cartaginense o la bizantina. Aguirre se propuso reconstruir de un modo fidedigno el Imperio incaico y para ello se dedicó a estudiar minuciosamente las crónicas españolas y a informarse de los últimos descubrimientos arqueológicos. Así nació su novela El pueblo del Sol (Lima, 1924 y 1927), una bellísima narración que aspiraba a asociar la imaginación y la fantasía con la investigación histórica y el cotejo de datos arqueológicos e iconográficos.
Otra pasión suya, en la que volcó sus energías, fue el periodismo. Fue editor de La Idea (1905) y Noticias (1912); y colaborador de El Siglo de Puno (1904), La Bolsa, El Sur (1913), Colónida (1916), Prisma y Variedades, Mundial, La Crónica (1934-1953) y otras publicaciones. En especial es notable la serie de artículos publicados sobre el Deán Valdivia, poco antes de su muerte. Se le  otorgó el Premio Nacional de Periodismo en 1949.

## Obras

### Poemarios
- Flor de ensueño (Arequipa, 1906), obra idílica.
- Devocionario (Arequipa, 1913), libro de prosas poéticas, en formato minúsculo, donde su autor «se revela cuidadoso del estilo, y seguro de ser un escritor exquisito, doloroso y místico»,[1] y donde «exuda romanticismo y, hasta diría, una extraña mezcla de erotismo y misticismo diabolizante.»[2]

### Novelas
- La medusa (Lima, 1916), complicada novela de influencia dannunziana. «La vida, según Aguirre Morales, es como una medusa pegajosa, aprehensiva, asqueante: tal la filosofía de ese libro, escrito con estilo de poema, en primera persona, con barroquísmas metáforas»[1]
- La justicia de Huayna Cápac (Lima, 1918), relato ambientado en la época incaica, muy bien elaborado, con puntillismo decadentista.
- El pueblo del Sol (Lima, 1924, tomo I; y completa, 1927), novela ambientada también en el imperio incaico, de cuidada reconstrucción histórica y ambiental, de cuerdo a las informaciones brindadas por los documentos históricos y los estudios arqueológicos.  Esta obra logró fama continental, comparándola los críticos con la famosa Salambó del francés Gustave Flaubert. En aras del rigor historicista que animaba sus escritos, Aguirre optó por presentar a los incas despojados de cualquier atisbo de idealismo romántico, tendencia esta aún en boga en los medios literarios. En su narración, el Imperio Incaico está sumido en el odio, la tiranía de los poderosos y, sobre todo, el arbitrio de las incontroladas pasiones y los rudos sentimientos de que hacen galas los miembros de las clases dominantes.

## Valoración
Debe reconocerse que el esfuerzo de Aguirre Morales ha sido el más sostenido de cuantos hasta allí emprendieron los novelistas del Perú. Porque si Casós produjo dos largas novelas, ellas fueron más bien sátiras políticas que novelas; doña Mercedes emprendió importantes relatos de índole social, y la señora Matto de Turner creó dos personajes imborrables en sus Aves sin nido. Pero Aguirre Morales hizo más. Porque no solo situó un drama pasional en el pasado imperialicio, sino que quiso revivir este y reproducirlo en sus más íntimos detalles, usando al par erudición y poesía. Trató de llevar a cabo una empresa como la de Flaubert, brindando al Perú una Salambó incaica.….
Luis Alberto Sánchez, en La literatura peruana, 1975, p. 1320.